# Tru Calling
Tru Calling (Tru Calling - O Apelo, em Portugal) é uma série de televisão estado-unidense, com Eliza Dushku como Tru Davies. A série estreou em 2003 na FOX Network.
Em Portugal, a primeira temporada foi transmitida em 2005 na RTP1 e na 2: e a segunda temporada foi transmitida em 2006 só na 2:. A série estreou no canal brasileiro FOX life em Maio de 2009.

## Sinopse
E se você tivesse o poder de reviver o passado e mudar o presente? Tru Davies enfrenta essa questão depois de perder o estágio em um hospital e começar a trabalhar no necrotério da cidade, para tentar entrar no curso de Medicina. Sozinha na sua primeira noite no trabalho, fica chocada quando o corpo de uma mulher abre os olhos e pede ajuda. Tru acorda e percebe que parece estar revivendo o mesmo dia, só que agora ela tem o poder de mudar o destino das pessoas à sua volta, inclusive da pessoa morta no dia anterior e também de os conseguir encontrar antes da tragédia acontecer.

## Elenco
- Eliza Dushku - Tru Davies
- Jason Priestley - Jack Harper
- Zach Galifianakis - Davis
- Shawn Reaves - Harrison Davies
- A. J. Cook - Lindsay Walker
- Jessica Collins - Meredith Davies
- Matthew Bomer - Luc

## Episódios

### Primeira temporada (2003-2004)
- Pilot
- Putting Out Fires
- Brother's Keeper
- Past Tense
- Haunted
- Star Crossed
- Morning After
- Closure
- Murder in the Morgue
- Reunion
- The Longest Day
- Valentine
- Drop Dead Gorgeous
- Daddy's Girl
- The Getaway
- Two Pair
- Death Becomes Her
- Rear Window
- D.O.A
- Two Weddings and A Funeral

### Segunda temporada (2004-2005)
- Perfect Storm
- Grace
- In the Dark
- Last Good Day
- Enough
- T'was the Night Before Christmas... Again